# Narrimann Sible
Narrimann Sible (Governador Valadares, 196?) é uma jornalista e produtora brasileira. Trabalhou na TV Aliança Paulista, afiliada da Rede Globo em Sorocaba no interior paulista. Foi repórter da TV Globo Minas e fez reportagens para serem veiculadas nos telejornais da Rede Globo, tanto os telejornais nacionais como o Jornal Hoje,  Jornal da Globo  e Jornal Nacional, como matérias para os telejornais locais de Minas Gerais, como Bom Dia Minas e MGTV. Anteriormente, foi reporter da TV Leste, de Governador Valadares, também no estado mineiro e saiu da Globo Minas em 2010.
A jornalista foi indicada a alguns prêmios em sua carreira, entre eles uma menção honrosa pelo conjunto de reportagens e também pela dedicação durante a cobertura do Carnaval de 2005. Foi também finalista do Prêmio Imprensa, da Embratel, com a reportagem «Oscar Niemeyer – 100 anos», que fez juntamente com Graziela Azevedo, Júlio Mosquéra, Sônia Bridi e Sandra Passarinho.
Como produtora independente, idealizou o documentário Grávida e Bonita, em 1996, o qual mostra técnicas e terapias de relaxamento, assim como os tratamentos tradicionais e alternativos e as mudanças familiares e sociais que a gestante passa a vivenciar até o nascimento do bebê.